# Himmelpind
Udsigtspunktet Himmelpind er en fredet skovklædt bakke på Vardevej 200 i Vejle.
Det var tidligere centrum for en friluftsscene og en zoologisk have i perioden 1958-1971 (forløber for Givskud Zoo).
Desuden har der været en væddeløbsbane for motorcykler ved siden af.
Dets nære beliggenhed til det landskendte – men i 1954 nedbrændte – Trædballehus gav anledning til et digt, der er indgraveret på en sten på Himmelpind:
Vil du kvæge Sjæl og Sind
Se dig ud fra Himmelpind:
Eng og Skov og By og Fjord
Dejlig er Guds grønne Jord
Digtet er forfattet af Frederik Iversen, der var kromand på Trædballehus.
Efter lukningen af den zoologiske have i 1971 stod Himmelpind gemt og glemt i mere end 25 år, men i 1996 tog en række borgere initiativ til at danne Kulturselskabet Himmelpind. Målet var at gøre udsigtspunktet levende igen og leve op til sangens poetiske indhold.